# Czarna Przemsza
Czarna Przemsza – rzeka w województwie śląskim o długości 63,8 km, prawy, źródłowy dopływ Przemszy.
Źródła rzeki znajdują się na wysokości 385 m n.p.m. w Bzowie, dzielnicy Zawiercia, na Wyżynie Krakowsko-Częstochowskiej. Powierzchnia dorzecza Czarnej Przemszy wynosi 1046 km². Głównymi prawymi dopływami są Brynica i Bolina, zaś lewymi Mitręga, Trzebyczka i potok Pogoria. Czarna Przemsza płynie przez Próg Woźnicki, Garb Tarnogórski i Wyżynę Śląską.
Nad Czarną Przemszą leżą miasta: Zawiercie, Poręba, Siewierz, Dąbrowa Górnicza, Będzin, Sosnowiec i Mysłowice. Na rzece w Przeczycach znajduje się Zalew Przeczycko-Siewierski, który pełni funkcję zaopatrującego w wodę mieszkańców Górnośląskiego Okręgu Przemysłowego zbiornika retencyjnego stanowiącego rezerwę dla elektrowni Łagisza w Będzinie. W 2005 r. między Wojkowicami Kościelnymi a Dąbrową Górniczą oddano do użytku zbiornik Kuźnica Warężyńska, znany bardziej pod nazwą Pogoria IV. Zadaniem zbiornika jest ochrona niżej położonych terenów przed powodzią i przechwytywanie ewentualnej fali wezbraniowej na Czarnej Przemszy. Poza wysokimi stanami rzeka omija zbiornik, płynąc korytem na zachód od jeziora. W pobliżu zbiegu granic administracyjnych Sosnowca i Mysłowic rzeka łączy się z Białą Przemszą, tworząc rzekę Przemszę.

## Znaczenie historyczne
W 1443 Czarna Przemsza w dolnym przebiegu pełniła funkcję graniczną dla odkupionych przez biskupa krakowskiego Zbigniewa Oleśnickiego terenów księstwa siewierskiego, stanowiąc linię rozgraniczenia z Rzecząpospolitą Obojga Narodów i zależnym od Królestwa Czech księstwem cieszyńskim, które w 1742 r. w wyniku wojen śląskich (1740–1763) włączono do Królestwa Prus. W latach 1790–1795, po włączeniu księstwa siewierskiego do Korony Królestwa Polskiego, koryto rzeki rozdzielało Rzeczpospolitą od Królestwa Prus. W latach 1807–1809 w miejscu gdzie Biała Przemsza uchodzi do Czarnej Przemszy doszło po raz pierwszy do trójstyku granic Księstwa Warszawskiego, Królestwa Prus i Cesarstwa Austrii. Po Kongresie Wiedeńskim z 1815 r. zetknęły się w tym miejscu granice Królestwa Prus, Rzeczypospolitej Krakowskiej (Wolne Miasto Kraków) i Cesarstwa Rosyjskiego. W latach 1846–1918 po przyłączeniu Rzeczypospolitej Krakowskiej do Cesarstwa Austrii stykały się w tym miejscu granice Królestwa Prus, Austrii i Rosji. Od 1871 r. w miejscu połączenia nurtów rzeki Czarnej Przemszy i Białej Przemszy znajdował się tzw. Trójkąt Trzech Cesarzy.

## Znaczenie gospodarcze
Czarna Przemsza w przeszłości odgrywała ważną rolę w ruchu komunikacyjno-handlowym. Do końca XI wieku była znanym szlakiem wodnym wiodącym z Wisły na Wartę. Szlak dochodził do Poręby, skąd drogą lądową łodzie transportowano do Mrzygłodu nad Wartą, gdzie ponownie były puszczane na wodę. Do XIV wieku Czarna Przemsza była w pełni wykorzystywana żeglugowo, a po jej wodach pływały już galary, tratwy i łodzie przewożące towary i płody rolne. Zalewiska pod Będzinem i Małobądzem pełniły rolę portów, w których znajdowała schronienie obsługa łodzi, a nad brzegami rzeki pracę znajdowali rybacy, trudniący się łowieniem i handlem ryb. Pomiędzy Turzą pod Ciągowicami a Słupną, nad jej wodami funkcjonowały liczne młyny i tartaki rzeczne. W pierwszej połowie XIX wieku dawała zatrudnienie robotnikom trudniącym się ciągnięciem galarów w górę rzeki przy użyciu wołów. Około 1830 r. na Czarnej Przemszy widziano galary o wymiarach 18 metrów długości i 5 metrów szerokości, których ilość dochodziła do 40 sztuk. Około 1839 r. po rzece żeglował statek parowy, który mierzył 25 metrów długości i 8 metrów szerokości. W 1859 r. roczny ładunek transportów wynosił przeszło 900.000 centnarów. Do 1860 r. przewożono kartofle, mąkę, słomę, drzewo, deski i węgiel. Rzeka obfitowała w najrozmaitszego gatunku ryby. Przynosiła znaczne dochody parafiom w Będzinie i Mysłowicach, dziedzicom Pogoni i Sielca, a także miastu i zamkowi w Będzinie. Wody Czarnej Przemszy zaczęły gwałtownie obniżać się już w XV wieku, ale pod koniec XVIII wieku wskutek powstawania kopalń i hut na terenie Śląska, proces ten znacznie nasilił się. Rzeka na znacznym odcinku została uregulowana, dzięki betonowaniu koryta, co zabezpieczyło tereny znajdujące się w jej pobliżu przed meandrującym nurtem i podtopieniami. Wody rzeki są zanieczyszczone, ale dzięki staraniom samorządów m.in. Będzina i Sosnowca stan ten sukcesywnie się poprawia.
Do 1840 r. na wysokości ówczesnej wsi i obecnej dzielnicy Sosnowca – Niwki znajdował się port rzeczny, dzięki któremu transportowano m.in. węgiel kamienny z pobliskich kopalni. Obecnie, wobec uregulowania rzeki na większej części długości (pierwsze prace nad regulacją jeszcze w okresie międzywojennym, główne przeprowadzono w latach czterdziestych i pięćdziesiątych XX w.), zniknięcia części źródeł oraz eksploatacji przemysłowej, stan wody jest o wiele niższy niż w przeszłości.